# ブアケ
ブアケ(フランス語：Bouaké)は、コートジボワール北東部のバンダマ渓谷地方南部のグベケ州の州都。
2014年の人口は約53.6万人。
コートジボワール第2の都市であり、北部の中心都市である。
内戦中は北部の反政府勢力であるコートジボワール新勢力がここに本拠を置いており、事実上北部勢力の首都となっていた。

## 地理
森林地帯の北端、内陸部の標高312mの高原に位置する。
バウレ人の中心都市である。

## 経済
旧首都アビジャンと、ブルキナファソの首都ワガドゥグーを結ぶアビジャン・ニジェール鉄道の中間地点にあり、交通の要衝である。
産業としては、タバコ工業や綿やサイザル麻の工業が盛んである。
また、近郊では金や水銀、マンガンが採掘される。

## 歴史
1899年、フランスが軍事郵便局を設置した。
1914年、州都に昇格した。
1996年、ブアケ大学が開校した。
2002年9月19日、コートジボワール内戦の際、ブアケでも反乱軍が蜂起。
ブアケ大学が閉校した。
ギヨーム・ソロ率いるコートジボワール新勢力(FN)がローラン・バグボ大統領の排除を試みたが失敗した。
10月17日にブアケで停戦協定が調印されるも、この内戦の段階でFNが急速に勢力を伸ばし、ブアケを首都として北部の地域を占領し、支配下に置いた。
停戦後も南北の分断は解消されず、フランスと国連平和維持軍が監視した。
2004年11月4日、政府軍は「領土解放作戦」の初戦として、スホーイ25でブアケを空爆した。
2005年4月、UNESCOの支援によってブアケ大学が再開した。

## 姉妹都市
- ：モプティ(マリ)
- ：ベエルシェバ(イスラエル)
- ：ヴィルヌーヴ＝シュル＝ロット、フランス
- ：ロイトリンゲン、ドイツ
- ：ブレシア(イタリア)
- ：ジムニチャ（英語版）(ルーマニア)

## 出身者
- コロ・トゥーレ：サッカー選手
- ヤヤ・トゥーレ：サッカー選手
- イブラヒム・トゥーレ：サッカー選手